# Chiannia vehemens
Chiannia vehemens là một loài bướm đêm trong họ Geometridae.